# Maria Riesch
Maria Riesch (Garmisch-Partenkirchen, 24 novembre 1984) è un'ex sciatrice alpina tedesca.
Tre volte campionessa olimpica (nello slalom speciale e nella supercombinata a Vancouver 2010 e ancora nella supercombinata a Soči 2014, dove è stata portabandiera della Germania durante la cerimonia di apertura), due volte campionessa mondiale e vincitrice di una Coppa del Mondo generale, di cinque Coppe del Mondo di specialità e di una Coppa Europa, è stata l'atleta di punta della nazionale tedesca di sci alpino tra gli anni 2000 e gli anni 2010.
È sorella della sciatrice alpina Susanne e nipote del bobbista Wolfgang Zimmerer, a loro volta atleti di alto livello; in seguito al matrimonio ha assunto anche il cognome del coniuge e per questo motivo nell'ultimo scorcio della sua carriera (stagioni 2012-2014) si è registrata, nelle liste FIS, come Maria Höfl-Riesch.

## Biografia

### Carriera sciistica

#### Stagioni 2000-2002
La Riesch, attiva in gare FIS dal dicembre del 1999, esordì in Coppa Europa l'8 febbraio 2000 a Sonthofen in slalom speciale, senza classificarsi, e in Coppa del Mondo il 16 febbraio 2001 nella natia Garmisch-Partenkirchen in supergigante, piazzandosi 20ª; nella stessa stagione ai Mondiali juniores di Verbier vinse la medaglia d'oro nella combinata, quella d'argento nel supergigante e quella di bronzo nella discesa libera.
Nella stagione 2001-2002 conquistò tutti suoi otto podi di carriera in Coppa Europa, dal primo del 2 febbraio a Lenggries in slalom speciale (2ª) all'ultimo del 16 marzo a La Clusaz in supergigante (2ª); tra questi le sue cinque vittorie (dalla discesa libera di Tarvisio del 5 febbraio a quella di Lenzerheide del 5 marzo) che, assieme ad altri piazzamenti, le consentirono di vincere il trofeo continentale generale e quello di discesa libera. Sempre nel 2002 ai Mondiali juniores di Tarvisio conquistò la medaglia d'oro nel supergigante e quella d'argento nello slalom speciale.

#### Stagioni 2003-2004
Conquistò il suo primo podio in Coppa del Mondo il 22 dicembre 2002 nella combinata di Lenzerheide, classificandosi al 3º posto, e nella stessa stagione esordì ai Campionati mondiali: a Sankt Moritz 2003 ottenne il 17º posto nella discesa libera, il 5º nella combinata e non completò il supergigante, lo slalom gigante e lo slalom speciale. Ai Mondiali juniores del Briançonnais di quella stagione vinse altre due medaglie, l'oro nella combinata e il bronzo nello slalom gigante.
La prima vittoria in Coppa del Mondo arrivò il 30 gennaio 2004 nella discesa libera di Haus; il mese dopo ai Mondiali juniores di Maribor si aggiudicò la medaglia d'oro sia nella discesa libera, sia nello slalom gigante. Al termine della stagione la Riesch, con sette podi di cui tre vittorie, fu 3ª nella classifica generale di Coppa del Mondo, dietro alla svedese Anja Pärson e all'austriaca Renate Götschl.

#### Stagioni 2005-2007
Nel novembre 2004 si fratturò una spalla in allenamento: il mese dopo riuscì comunque a salire sul podio in Coppa del Mondo, con il 3º posto nel supergigante di Sankt Moritz, ma il 12 gennaio, nel supergigante di Cortina d'Ampezzo, cadde e si ruppe il legamento crociato anteriore del ginocchio destro. Tornò in pista la stagione successiva, ma nuovamente dopo poche gare, il 10 dicembre 2005, cadde nello slalom gigante di Aspen infortunandosi gravemente al ginocchio sinistro, tanto da essere costretta a saltare il resto della stagione 2005-2006.
La stagione 2007 la vide tornare sul gradino più alto del podio, nella discesa libera di Lake Louise del 1º dicembre, e competere ai Mondiali: a Åre 2007 ottenne il 9º posto nella discesa libera, il 10º nel supergigante, il 23º nello slalom gigante e il 7º nella supercombinata. Dopo le due annate perse quasi interamente per i gravi infortuni, al termine della Coppa del Mondo del 2007 si classificò 14ª.

#### Stagioni 2008-2009
Nella stagione 2007-2008, grazie anche a otto podi di cui due vittorie, fu 3ª nella classifica generale dietro alla statunitense Lindsey Vonn e all'austriaca Nicole Hosp e si aggiudicò le Coppe del Mondo di supergigante e di combinata. Da quella stagione fino al suo ritiro dalle competizioni la Riesch non avrebbe più concluso una stagione senza essere salita sul podio della Coppa del Mondo.
Ai Mondiali di Val-d'Isère 2009 inizialmente ottenne piazzamenti lontani dal podio: 10ª nella discesa libera, 8ª nel supergigante e 28ª nello slalom gigante. Fu poi però 4ª nella supercombinata e infine all'ultima gara, lo slalom speciale, vinse la medaglia d'oro davanti alla ceca Šárka Záhrobská e alla finlandese Tanja Poutiainen. La stagione 2008-2009 la vide anche assieme alla Vonn protagonista in Coppa del Mondo: conquistò la Coppa del Mondo di slalom speciale, grazie anche a quattro vittorie consecutive nella specialità, e in classifica generale arrivò 2ª, unica atleta in grado di contendere la vittoria finale alla Vonn che comunque la superò di 364 punti; i podi stagionali della Riesch furono dieci, con cinque vittorie.

#### Stagioni 2010-2011
Convocata per i XXI Giochi olimpici invernali di Vancouver 2010, ne diventò una delle protagoniste vincendo due medaglie d'oro. La prima giunse il 18 febbraio nella supercombinata, gara in cui batté la statunitense Julia Mancuso e la Pärson, mentre la seconda arrivò nello slalom speciale, gara in cui precedette l'austriaca Marlies Schild e la Záhrobská; si classificò inoltre 8ª nella discesa libera, 8ª nel supergigante e 10ª nello slalom gigante. In Coppa del Mondo quell'anno conquistò, grazie anche a cinque podi nella specialità (una vittoria, due secondi e due terzi posti), la sua seconda Coppa di slalom speciale. Come nella stagione precedente, chiuse ancora 2ª la classifica generale, dopo aver conteso il trofeo alla Vonn fino alle finali di Garmisch-Partenkirchen del mese di marzo. I suoi podi stagionali furono quattordici (tre le vittorie) e il suo distacco dalla Vonn fu di 155 punti; fu 2ª anche nella classifica della Coppa del Mondo di discesa libera, battuta sempre dalla Vonn per 169 punti.
In Coppa del Mondo la stagione 2010-2011 registrò la conferma ad altissimi livelli della sciatrice bavarese, che riuscì a primeggiare non solo nelle specialità tecniche, quelle nelle quali nel corso di tutta la sua carriera colse i maggiori successi, ma anche in quelle veloci, tanto da posizionarsi stabilmente al vertice della classifica generale. L'8 febbraio si aggiudicò la medaglia di bronzo nel supergigante ai Mondiali di Garmisch-Partenkirchen, preceduta soltanto dall'austriaca Elisabeth Görgl e dalla Mancuso. Cinque giorni dopo bissò il risultato nella gara di discesa libera, nella quale fu battuta dalla Görgl e dalla Vonn; nella rassegna iridata disputata sulle nevi di casa si piazzò inoltre 4ª nello slalom speciale, 11ª nella supercombinata e non concluse lo slalom gigante. L'ultima parte della stagione la vide fronteggiarsi in un testa a testa con la Vonn per la vittoria nella Coppa del Mondo generale. Dopo aver condotto per quasi tutto l'anno davanti alla statunitense, la Riesch dopo i Mondiali vide assottigliarsi il suo vantaggio. Durante le finali di Lenzerheide dapprima la Vonn superò la rivale grazie al 4º posto in discesa libera, ma la tedesca tornò nuovamente in testa dopo la prova di slalom speciale per 3 punti, dopo che il giorno precedente era stato annullato il supergigante. A decidere la stagione avrebbe dovuto essere l'ultima gara in programma, lo slalom gigante, ma il suo annullamento a causa delle avverse condizioni meteorologiche consegnò la coppa di cristallo alla Riesch. L'atleta chiuse la stagione con il record personale di sedici podi (sei vittorie, sette secondi posti e tre terzi posti), ma senza alcuna Coppa di specialità: fu 2ª nella classifica di discesa libera (vinta dalla Vonn per 193 punti) e in quella di supergigante (ancora dietro alla Vonn, di 171 punti) e 3ª in quella di slalom speciale.

#### Stagioni 2012-2014
Nella stagione 2012 la Riesch vinse tre gare di Coppa del Mondo e andò a podio in altre sei occasioni, chiudendo l'annata al 3º posto nella classifica generale. L'anno dopo, l'8 febbraio 2013, si laureò campionessa iridata di supercombinata ai Mondiali di Schladming. Durante la stessa rassegna iridata si aggiudicò la medaglia di bronzo nella discesa libera e nella gara a squadre, si piazzò 9ª nello slalom gigante e non concluse il supergigante e lo slalom speciale. Al termine della stagione di Coppa del Mondo fu 2ª nella classifica generale, dietro alla slovena Tina Maze di 1 313 punti - il più alto distacco mai registrato nella storia della competizione - e 3ª in quella di discesa libera.
Nella stagione 2013-2014 in Coppa del Mondo la Riesch ottenne sull'Olimpia delle Tofane di Cortina d'Ampezzo la sua ultima vittoria, in discesa libera il 24 gennaio, e il suo ultimo podio, in supergigante il 26 gennaio, della sua carriera. In febbraio, convocata per i XXII Giochi olimpici invernali di Soči 2014 (dove fu portabandiera della Germania durante la cerimonia di apertura), conquistò la terza medaglia d'oro olimpica in carriera; infatti la sciatrice tedesca giunse prima nella supercombinata bissando il successo ottenuto nell'edizione di quattro anni prima. Vinse anche la medaglia d'argento nel supergigante e si classificò 13ª nella discesa libera e 4ª nello slalom speciale, mentre non concluse lo slalom gigante. Il 12 marzo a Lenzerheide, nell'ultima discesa libera della stagione, cadde e si infortunò compromettendo definitivamente la rincorsa alla sua seconda Coppa del Mondo generale, che fino a quel momento l'aveva vista in vantaggio sull'austriaca Anna Fenninger. L'infortunio non le impedì di vincere la sua unica Coppa del Mondo di discesa libera, diventando così la seconda atleta nella storia della Coppa del mondo di sci alpino, dopo la francese Marielle Goitschel, a vincere un trofeo nelle due specialità più antiche della storia dello sci alpino, lo slalom speciale e la discesa libera. In classifica generale fu 2ª dietro alla Fenninger per 191 punti e quella di Lenzerheide sarebbe rimasta la sua ultima gara in carriera: il 20 marzo, in occasione della cerimonia in cui le venne consegnata la Coppa di specialità - che non aveva potuto ritirare sul podio di Lenzerheide - annunciò il suo ritiro dall'attività agonistica.

### Altre attività
Dopo il ritiro, dalla stagione 2014-2015 alla stagione 2018-2019, è stata commentatore sportivo per la rete televisiva tedesca ARD.

## Palmarès

### Olimpiadi
- 4 medaglie:
  - 3 ori (slalom speciale, supercombinata a Vancouver 2010; supercombinata a Soči 2014)
  - 1 argento (supergigante a Soči 2014)

### Mondiali
- 6 medaglie:
  - 2 ori (slalom speciale a Val-d'Isère 2009; supercombinata a Schladming 2013)
  - 4 bronzi (discesa libera, supergigante a Garmisch-Partenkirchen 2011; discesa libera, gara a squadre Schladming 2013)

### Mondiali juniores
- 9 medaglie:
  - 5 ori (combinata a Verbier 2001; supergigante a Tarvisio 2002; combinata a Briançonnais 2003; discesa libera, slalom gigante a Maribor 2004)
  - 2 argenti (supergigante a Verbier 2001; slalom speciale a Tarvisio 2002)
  - 2 bronzi (discesa libera a Verbier 2001; slalom gigante a Briançonnais 2003)

### Coppa del Mondo
- Vincitrice della Coppa del Mondo nel 2011
- Vincitrice della Coppa del Mondo di discesa libera nel 2014
- Vincitrice della Coppa del Mondo di supergigante nel 2008
- Vincitrice della Coppa del Mondo di slalom speciale nel 2009 e nel 2010
- Vincitrice della Coppa del Mondo di combinata nel 2008
- 81 podi:
  - 27 vittorie
  - 27 secondi posti
  - 27 terzi posti

#### Coppa del Mondo - vittorie
| Data             | Località               | Paese     | Specialità |
| ---------------- | ---------------------- | --------- | ---------- |
| 30 gennaio 2004  | Haus                   | Austria   | DH         |
| 1º febbraio 2004 | Haus                   | Austria   | SG         |
| 29 febbraio 2004 | Levi                   | Finlandia | SL         |
| 1º dicembre 2006 | Lake Louise            | Canada    | DH         |
| 21 gennaio 2008  | Cortina d'Ampezzo      | Italia    | SG         |
| 24 febbraio 2008 | Whistler               | Canada    | SC         |
| 14 dicembre 2008 | La Molina              | Spagna    | SL         |
| 29 dicembre 2008 | Semmering              | Austria   | SL         |
| 4 gennaio 2009   | Zagabria Sljeme        | Croazia   | SL         |
| 11 gennaio 2009  | Maribor                | Slovenia  | SL         |
| 20 febbraio 2009 | Tarvisio               | Italia    | SC         |
| 14 novembre 2009 | Levi                   | Finlandia | SL         |
| 30 gennaio 2010  | Sankt Moritz           | Svizzera  | DH         |
| 10 marzo 2010    | Garmisch-Partenkirchen | Germania  | DH         |
| 3 dicembre 2010  | Lake Louise            | Canada    | DH         |
| 4 dicembre 2010  | Lake Louise            | Canada    | DH         |
| 11 gennaio 2011  | Flachau                | Austria   | SL         |
| 22 gennaio 2011  | Cortina d'Ampezzo      | Italia    | DH         |
| 25 febbraio 2011 | Åre                    | Svezia    | SC         |
| 27 febbraio 2011 | Åre                    | Svezia    | SG         |
| 29 gennaio 2012  | Sankt Moritz           | Svizzera  | SC         |
| 18 febbraio 2012 | Soči Krasnaja Poljana  | Russia    | DH         |
| 10 marzo 2012    | Åre                    | Svezia    | SL         |
| 10 novembre 2012 | Levi                   | Finlandia | SL         |
| 6 dicembre 2013  | Lake Louise            | Canada    | DH         |
| 7 dicembre 2013  | Lake Louise            | Canada    | DH         |
| 24 gennaio 2014  | Cortina d'Ampezzo      | Italia    | DH         |

Legenda:

DH = discesa libera

SG = supergigante

SL = slalom speciale

SC = supercombinata

#### Coppa del Mondo - gare a squadre
- 1 podio:
  - 1 vittoria

### Coppa Europa
- Vincitrice della Coppa Europa nel 2002
- Vincitrice della classifica di discesa libera nel 2002
- 8 podi:
  - 5 vittorie
  - 2 secondi posti
  - 1 terzo posto

#### Coppa Europa - vittorie
| Data             | Località       | Paese    | Specialità |
| ---------------- | -------------- | -------- | ---------- |
| 5 febbraio 2002  | Tarvisio       | Italia   | DH         |
| 6 febbraio 2002  | Tarvisio       | Italia   | DH         |
| 14 febbraio 2002 | Abetone        | Italia   | GS         |
| 17 febbraio 2002 | Bad Hofgastein | Austria  | SL         |
| 5 marzo 2002     | Lenzerheide    | Svizzera | DH         |

Legenda:

DH = discesa libera

GS = slalom gigante

SL = slalom speciale

### Campionati tedeschi
- 12 medaglie[8]:
  - 5 ori (discesa libera, supergigante nel 2001; discesa libera nel 2002; supergigante nel 2004; discesa libera nel 2007)
  - 3 argenti (slalom gigante nel 2002; slalom speciale nel 2003; slalom gigante nel 2004)
  - 4 bronzi (slalom speciale nel 2001; supergigante nel 2003; slalom gigante nel 2007; slalom gigante nel 2008)

## Statistiche

### Podi in Coppa del Mondo
| Stagione/Specialità | Discesa libera | Discesa libera | Discesa libera | Supergigante | Supergigante | Supergigante | Slalom gigante | Slalom gigante | Slalom gigante | Slalom speciale | Slalom speciale | Slalom speciale | Combinata | Combinata | Combinata | Podi totali |
| ------------------- | -------------- | -------------- | -------------- | ------------ | ------------ | ------------ | -------------- | -------------- | -------------- | --------------- | --------------- | --------------- | --------- | --------- | --------- | ----------- |
| Stagione/Specialità | 1º             | 2º             | 3º             | 1º           | 2º           | 3º           | 1º             | 2º             | 3º             | 1º              | 2º              | 3º              | 1º        | 2º        | 3º        | Podi totali |
| 2001                |                |                |                |              |              |              |                |                |                |                 |                 |                 |           |           |           | 0           |
| 2002                |                |                |                |              |              |              |                |                |                |                 |                 |                 |           |           |           | 0           |
| 2003                |                |                |                |              |              |              |                |                |                |                 |                 |                 |           |           | 1         | 1           |
| 2004                | 1              |                | 1              | 1            | 2            |              |                |                |                | 1               |                 | 1               |           |           |           | 7           |
| 2005                |                |                |                |              |              | 1            |                |                |                |                 |                 |                 |           |           |           | 1           |
| 2006                |                |                |                |              |              |              |                |                |                |                 |                 |                 |           |           |           | 0           |
| 2007                | 1              |                |                |              |              |              |                |                |                |                 |                 |                 |           |           |           | 1           |
| 2008                |                |                | 1              | 1            | 1            | 1            |                |                |                |                 |                 | 1               | 1         | 2         |           | 8           |
| 2009                |                | 1              | 1              |              |              | 1            |                |                |                | 4               | 1               | 1               | 1         |           |           | 10          |
| 2010                | 2              | 2              | 2              |              |              |              |                | 1              | 1              | 1               | 2               | 2               |           | 1         |           | 14          |
| 2011                | 3              |                | 1              | 1            | 2            | 1            |                | 1              |                | 1               | 4               |                 | 1         |           | 1         | 16          |
| 2012                | 1              | 1              | 1              |              | 1            |              |                |                | 1              | 1               | 1               | 1               | 1         |           |           | 9           |
| 2013                |                | 1              | 2              |              | 1            |              |                |                |                | 1               |                 |                 |           |           |           | 5           |
| 2014                | 3              |                | 1              |              | 1            | 1            |                |                |                |                 | 1               | 1               |           |           | 1         | 9           |
| Totale              | 11             | 5              | 10             | 3            | 8            | 5            | 0              | 2              | 2              | 9               | 9               | 7               | 4         | 3         | 3         | 81          |
| Totale              | 26             | 26             | 26             | 16           | 16           | 16           | 4              | 4              | 4              | 25              | 25              | 25              | 10        | 10        | 10        | 81          |